# گرشتن
گرشتن (به آلمانی: Gersten) یک شهر در آلمان است که در امسلاند واقع شده‌است. گرشتن ۱٬۲۱۸ نفر جمعیت دارد.